# 拉尔斯·比约内斯
拉尔斯·比约内斯（挪威語：Lars Bjønness，1963年7月27日—），挪威男子赛艇运动员。他曾代表挪威参加1984年、1988年和1992年夏季奥林匹克运动会赛艇比赛，获得二枚银牌，均来自男子四人双桨项目。